# Autoimmunthyreopathia
Az autoimmunthyreopathiák (angolul.: Autoimmune thyroiditis) krónikus autoimmun pajzsmirigybetegségek, melyek az immunrendszer (a B és T sejtek) hibás működése következtében alakulnak ki. A betegségek során (lásd a beosztásukat) az immunrendszer a pajzsmirigysejtekben termelt különböző fehérjéket idegennek érzékeli és ellenük antitesteket termel. Az autoimmunthyreopathiák általában vírusinfekció után lépnek fel, ritkábban egy szubakut thyreoiditist követően. A betegségek kialakulásában a genetikai faktorok fontos szerepet játszanak. 
Beosztásuk:
- Típus 1: euthyreoid anyagcsere
  - 1A: strumával (Hashimoto thyreoiditis)
  - 1B: struma nélkül (Ord thyreoiditis)
- Típus 2: Hypothyreosis
  - 2A: strumával (Hashimoto thyreoiditis)
  - 2B: struma nélkül (Ord thyreoiditis)
- Típus 3: Morbus Basedow
  - 3A: hyperthyreosissal
  - 3B: euthyreoid anyagcserével
  - 3C: hypothyreosissal